# Emma Gapczenko
Emma Wasiljewna Gapczenko (ros. Эмма Васильевна Гапченко, ur. 24 lutego 1938 w Stupino, zm. 6 grudnia 2021) – rosyjska łuczniczka sportowa. W barwach ZSRR brązowa medalistka olimpijska z Monachium.
Startowała w konkurencji łuków klasycznych. Zawody w 1972 były jej jedynymi igrzyskami olimpijskimi. Po brąz sięgnęła w rywalizacji indywidualnej. Na mistrzostwach świata w 1971 została mistrzynią świata indywidualnie i była trzecia w 1973, w drużynie zwyciężała w 1969 i 1973 oraz była druga w 1971. Na mistrzostwach Europy zwyciężała w drużynie w 1970, 1972 i 1974; indywidualnie była druga w 1970 i 1974.